# Letalnica bratov Gorišek
Letalnica bratov Gorišek is een skivliegschans in het Sloveense Planica. Tot de verbouwing van de schans in Vikersund was het de grootste skivliegschans ter wereld. Het schansrecord bedraagt 252 m.

## Geschiedenis
De eerste schans in Planica werd reeds gebouwd in de jaren twintig van de vorige eeuw waarna de schans werd verlengd in 1934. In 1936 sprong Sepp Bradl hier voor het eerst verder dan 100 m.
In 1969 werd de schans dan vervangen door een nieuwe K185-schans. In 1985 sprong Matti Nykänen hier 191 m ver. Sindsdien werden alle nieuwe wereldrecords op Letalnica bratov Gorišek gesprongen.
In Letalnica bratov Gorišek werd al zes keer het WK skivliegen georganiseerd.